# Ford Edge
Ford Edge (транскр. Форд еџ) (енгл. Ford Edge) је кросовер средње класе произведен од стране америчког произвођача аутомобила Форда. Производња Еџа почела је у октобру 2006.

## Историјат
Представљен је јавности у јануару 2006. године на Међународном сајму аутомобила у Северној Америци. Друга генерација, за разлику од прве, такође је продата у Европи.
Форд еџ Л дугачак пет метара се продаје искључиво у Кини.

### Прва генерација (2006–2015)
Форд Еџ је изграђен на платформи претходне генерације модела Мазда6 и дели компоненте са Линколн МКИКС . Форд Еџ и Линколн МКИКС су такође били први модели који су користили нови 3.5 Л В6 бензински мотор оцењен на 197 кВ (269 КС).
Возило је опремљено шестостепеним аутоматским мењачем и троши око 10 литара нормалног бензина на 100 км km, мерено према америчким стандардима. Максимални обртни момент од 338 Нм достиже се при 4800 о/мин. Едге је доступан са предњим или погоном на сва четири точка. Возила прве године модела била су доступна у СЕ, СЕЛ и СЕЛ Плус нивоима опреме. Касније је линија горње опреме преименована у Лимитед . У моделској години 2009, додата је Спорт варијанта.
Еџ (интерна ознака У387) се производи у Оквилу (Онтарио). Главна продајна подручја су САД и Канада, а нуди се иу Израелу и Бразилу. Дистрибуција на европском тржишту објављена је у септембру 2012. на вебцасту Го Фуртер . Упоредива возила других произвођача укључују Нисан мурано .

У филмовима Зрно утехе и Knight Rider (2008), неколико Едге модела је постављено у сарадњи са Фордом уз друга возила групе (прикривено оглашавање).
- I генерација, предњи поглед
- I генерација, задњи поглед
- I генерација, редизајн, предњи поглед

### Друга генерација (2015–2021)
Друга генерација Форд еџа је такође била у понуди у Европи од раног лета 2016, где је постављена изнад Форд куге. У Европи, еџ је био доступан само са дизел моторима. У Америци је дебитовао 2015. године, али су тамо доступни само бензински мотори.
На Салону аутомобила у Детроиту у јануару 2018. Форд је представио модификовану верзију еџ и 250 кВ (340 ПС) јака СТ варијанта. Док је фејслифт био доступан и у Европи од августа 2018. године, СТ варијанта је резервисана за тржиште Северне Америке. Форд је завршио продају у Европи за модел 2021.
| Звезде на Euro-NCAP креш тесту (2016) | 5 звездица на Euro-NCAP креш тесту |

- II генерација, предњи поглед
- II генерација, задњи поглед
- II генерација, редизајн, предњи поглед
- II генерација, редизајн, задњи поглед
- Ентеријер

### Трећа генерација (2023–)
Трећа генерација еџа је објављена 2023. за кинеско тржиште као Форд еџ Л. То је Кросовер средње величине са три реда седишта, доступан са бензинским и хибридним погонима.
- III генерација, предњи поглед
- III генерација, задњи поглед

## Веб линкови
- Званичан веб-сајт (језик: енглески)